# توكي
توكي هي لعبة شعبية يتم لعبها بين شخصين أو أكثر.
تتم اللعبة برسم مربعات على الأرض وترقيمها من واحد إلى تسعة ويلعب اللاعبون بالدور ويقوم اللاعب بالقفز برجل واحدة على المربعات دافعا برجله هذه حصاة صغيرة.
ولضمان عدم خسارته يجب أن لا تقع قدمه على خطوط المربعات بل في داخل المربعات وأيضا يجب أن لا تقع الحصاة على أي خط من خطوط المربعات.
في حال وقوع ذلك يخسر اللاعب دوره ويبدأ اللاعب التالي له في العب وأول لاعب يكمل المربعات يكون هو الفائز.